# Tristan Bernard
Paul Bernard, cunoscut sub pseudonimul Tristan Bernard, (n. 7 septembrie 1866, Besançon, Franța – d. 7 decembrie 1947, Paris, Île-de-France, Franța) a fost un romancier și dramaturg francez.

## Opera
- 1897: Povara libertății ("Le Fardeau de la liberté");
- 1899: Engleza vorbită ("L'anglais tel que l'on parle");
- 1901: Soțul pașnic ("Un Mari pacifique");
- 1904: Captivul ("Le Captif");
- 1905: Tripleplatte ("Tripleplatte");
- 1907: Pielea de urs ("La Peau de l'ours");
- 1908: Secrete de stat ("Secrets d'État");
- 1909: Dansatorul necunoscut ("Le Danseur inconnu");
- 1909: Romanul unei luni de vară ("Le Roman d'un mois d'été");
- 1911: Pe marile urme ("Sur les Grands Chemins");
- 1924: Afacerea Larcier ("L'Affaire Larcier");
- 1929: Jules, Juliette și Julien ("Jules, Juliette et Julien");
- 1929: Călătoria neprevăzută ("Le Voyage imprévu");
- 1930: Școala șarlatanilor ("L'École des charlatans");
- 1931: Sălbaticul ("Le sauvage");
- 1932: Părinții leneși ("Les Parents paresseux");
- 1934: Vizite nocturne ("Visites nocturnes");